# Meioneta innotabilis
Meioneta innotabilis là một loài nhện trong họ Linyphiidae.
Loài này thuộc chi Meioneta. Meioneta innotabilis được Octavius Pickard-Cambridge miêu tả năm 1863.